# Acquario di Newport
L'Acquario di Newport è un acquario statunitense, istituito nel 1999 nella città di Newport, in Kentucky.